# Baazi (1951)
Baazi (Hindi: बाज़ी, bāzī; Urdu: بازی) ist ein Hindi-Film von Guru Dutt aus dem Jahr 1951.

## Handlung
Madan kommt aus einer armen Familie. Da er keine Arbeit findet, sieht er sich gezwungen als Casinospieler sein Geld zu verdienen. So besucht er das „Star Hotel“, ein mysteriöser Ort, um mit dem gewonnenen Geld die Medikamente seiner kranken Schwester bezahlen zu können.
Behandelt wird seine Schwester von der Ärztin Rajani, die in Madan verliebt ist, sowie auch er in sie. Doch da ist Madan nicht der einzige, denn auch der Polizist Ramesh hat sie in sein Herz geschlossen. Außerdem ist die Tänzerin Meena in Madan verliebt.
Als Madan beschließt aus der kriminellen Szene auszusteigen, macht ihm sein Boss einen Strich durch die Rechnung und will Madan umbringen. Da stellt sich Meena zwischen die beiden, bekommt den Schuss ab und stirbt.
Ramesh beschuldigt Madan der Mörder von Meena zu sein, da seine Fingerabdrücke auf der Waffe zu finden sind. Deshalb wird er festgenommen und zum Tode verurteilt.
Doch Ramesh hat seine Zweifel und findet tatsächlich den wahren Täter. Es ist der Besitzer des „Star Hotel“, sowie Rajanis Vater, der nie was von Madan gehalten hatte und sich lieber einen Schwiegersohn wie Ramesh gewünscht hatte.

## Musik
| Lied                                     | Sänger         |
| ---------------------------------------- | -------------- |
| Suno Gajar Kya Gaaye                     | Geeta Dutt     |
| Dekh Ke Akeli Mohe Barkha Sataaye        | Geeta Dutt     |
| Yeh Kaun Aaya Ki Meri Dil Ki Duniya Mein | Geeta Dutt     |
| Tadbeer Se Bigdi Hui Taqdeer Bana Le     | Geeta Dutt     |
| Aaj Ki Raat Piya                         | Geeta Dutt     |
| Tum Bhi Na Bhoolo Balam                  | Geeta Dutt     |
| Sharmaaye Kaahe Gabraaye Kaahe           | Shamshad Begum |
| Mere Labon Pe Chhipe                     | Kishore Kumar  |

Die Liedtexte zur Musik von Sachin Dev Burman schrieb Sahir Ludhianvi. Das erfolgreichste Lied war Tadbir Se Bigdi Huyi, gesungen von Geeta Dutt.

## Hintergrund
Baazi ist das Regiedebüt von Guru Dutt und nach Afsar (1950) der zweite Film der von den Anand-Brüdern gegründeten Filmgesellschaft Navketan. Lichteinsatz, Kamera und Schnitt sind vom amerikanischen Film noir beeinflusst.